# Amt Kirchspielslandgemeinde Marne-Land

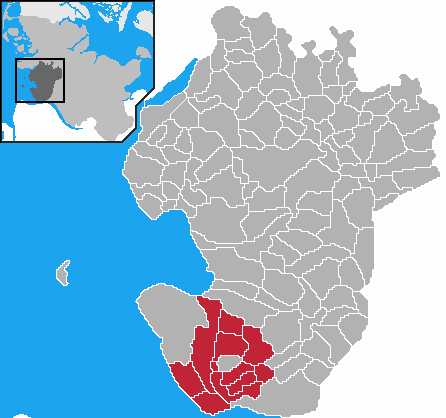
Lage des ehem. Amtes KLG Marne-Land im Kreis Dithmarschen

Das Amt Kirchspielslandgemeinde Marne-Land war ein Amt im Kreis Dithmarschen in Schleswig-Holstein. Der Verwaltungssitz befand sich in der zentral gelegenen Stadt Marne, die selbst nicht zum Amt gehörte.
Das Amt hatte eine Fläche von knapp 120 km² und rund 5200 Einwohner in den Gemeinden:
1. Diekhusen-Fahrstedt
2. Helse
3. Kaiser-Wilhelm-Koog
4. Kronprinzenkoog
5. Marnerdeich
6. Neufeld
7. Neufelderkoog
8. Ramhusen
9. Schmedeswurth
10. Trennewurth
11. Volsemenhusen

## Geschichte

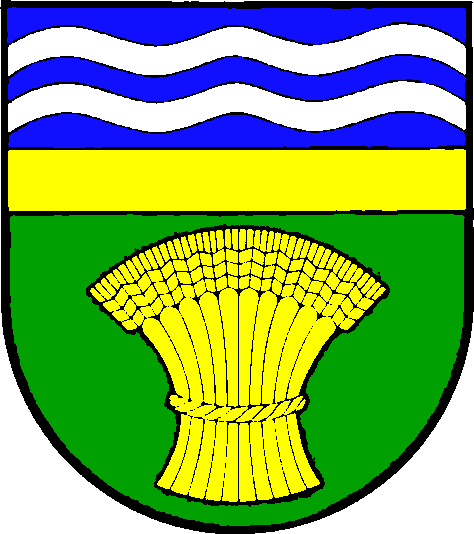
Wappen des ehem. Amtes KLG Marne-Land

Das Verwaltungsgebiet entstand 1970 im Rahmen der Kreisreform in Schleswig-Holstein aus den Ämtern Kirchspielslandgemeinde Kronprinzenkoog und Kirchspielslandgemeinde Marne.
Zum 1. Januar 2008 hat sich das Amt mit der Stadt Marne und der amtsfreien Gemeinde Friedrichskoog zum Amt Marne-Nordsee zusammengeschlossen.

## Wappen
Blasonierung: „Unter blauem, unten mit einem goldenen Balken abschließendem Schildhaupt, darin zwei silberne Wellen, in Grün eine aus elf Ähren bestehende goldene Garbe.“